# BLUE BLAZE/BELIEVE
「BLUE BLAZE／BELIEVE」（ブルーブレイズ／ビリーブ）は、飛蘭の17枚目のシングル。2013年10月23日にLantisから発売された。前作「Wonder fang」から約3か月ぶりのリリースとなる。

## 音楽性
1曲目の「BLUE BLAZE」は、テレビアニメ『BLAZBLUE ALTER MEMORY』のオープニングテーマに起用された。蒼の力を表現したデジタル・ロック調のかっこよくワクワクする曲で、ライブを意識した要素も取り入れられているという。
2曲目の「BELIEVE」は、オンラインゲーム『ラグナロクオンライン』の世界大会『Ragnarok World Chamionship 2013』のテーマソングに起用された。こちらも1曲目同様カッコいい曲に仕上がっている。

## シングル収録内容
| 全作詞: 飛蘭。 |                             |           |           |          |      |
| #              | タイトル                    | 作詞      | 作曲      | 編曲     | 時間 |
| 1.             | 「BLUE BLAZE」              | 飛蘭      | R・O・N   | R・O・N  | 3:36 |
| 2.             | 「BELIEVE」                 | 飛蘭      | 五条下位  | 五条下位 | 4:25 |
| 3.             | 「BLUE BLAZE（off vocal）」 | 飛蘭      |           |          | 3:36 |
| 4.             | 「BELIEVE（off vocal）」    | 飛蘭      |           |          | 4:25 |
| 合計時間:      | 合計時間:                   | 合計時間: | 合計時間: | 16:02    |      |

## チャート
| チャート（2013年）                | 最高位 |
| --------------------------------- | ------ |
| オリコン                          | 32     |
| Billboard JAPAN Hot Singles Sales | 27     |
| BLUE BLAZE                        |        |
| Billboard JAPAN Hot Animation     | 10     |
| アニメロ着うたフル                | 20     |